# Sapho fumosa
Sapho fumosa är en trollsländeart som beskrevs av Cynthia Longfield 1932. Sapho fumosa ingår i släktet Sapho och familjen jungfrusländor. IUCN kategoriserar arten globalt som otillräckligt studerad. Inga underarter finns listade i Catalogue of Life.